# Zodion griseum
Zodion griseum är en tvåvingeart som beskrevs av Enrico Adelelmo Brunetti 1923. Zodion griseum ingår i släktet Zodion och familjen stekelflugor. Inga underarter finns listade i Catalogue of Life.